# Zamenhof-Esperanto-Objekto
« ZEO » redirige ici. Pour la ville de Côte-d'Ivoire, voir Zéo.

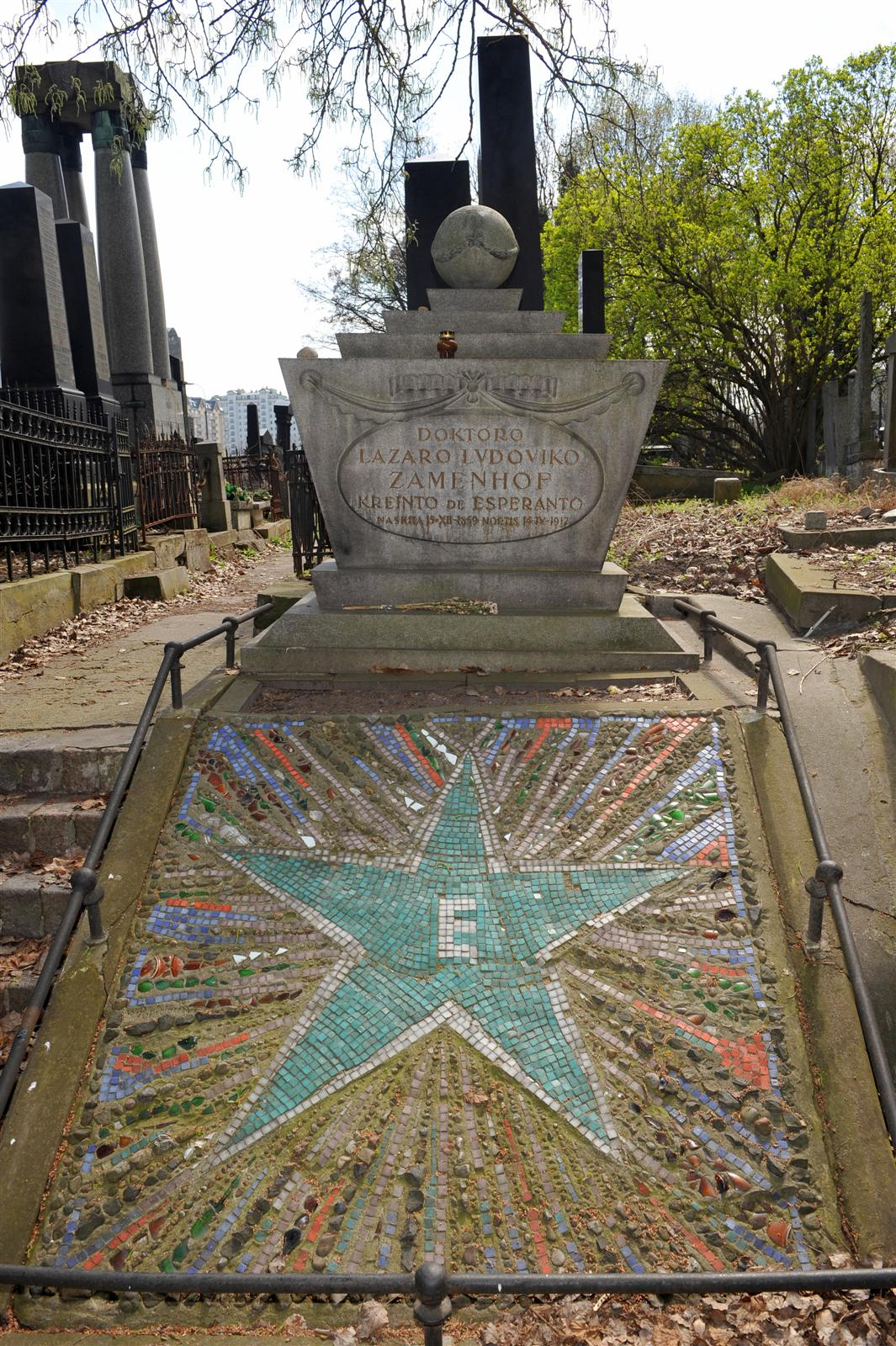
Tombe de Louis-Lazare Zamenhof.

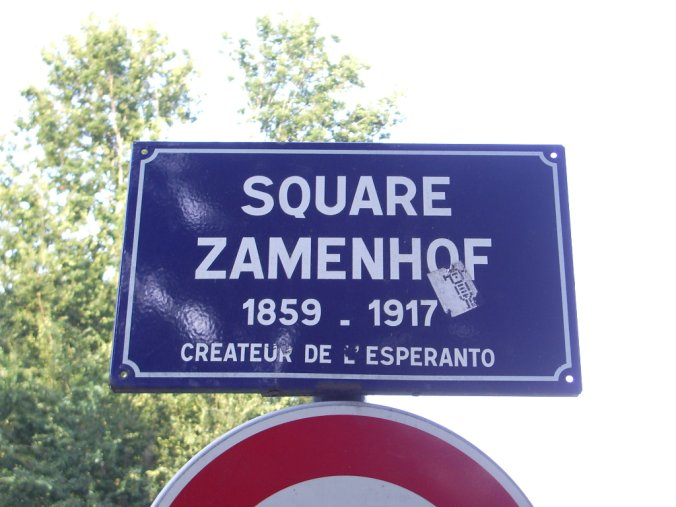
Plaque du square Zamenhof, Pau, France

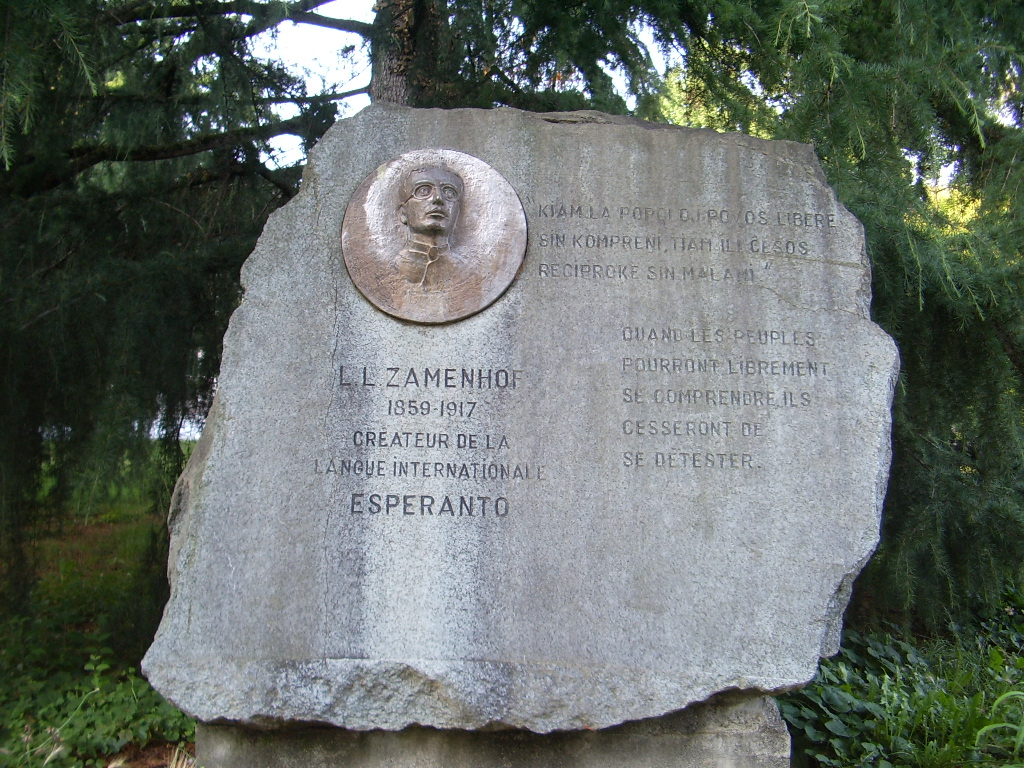
Pierre commémorative, Pau, France

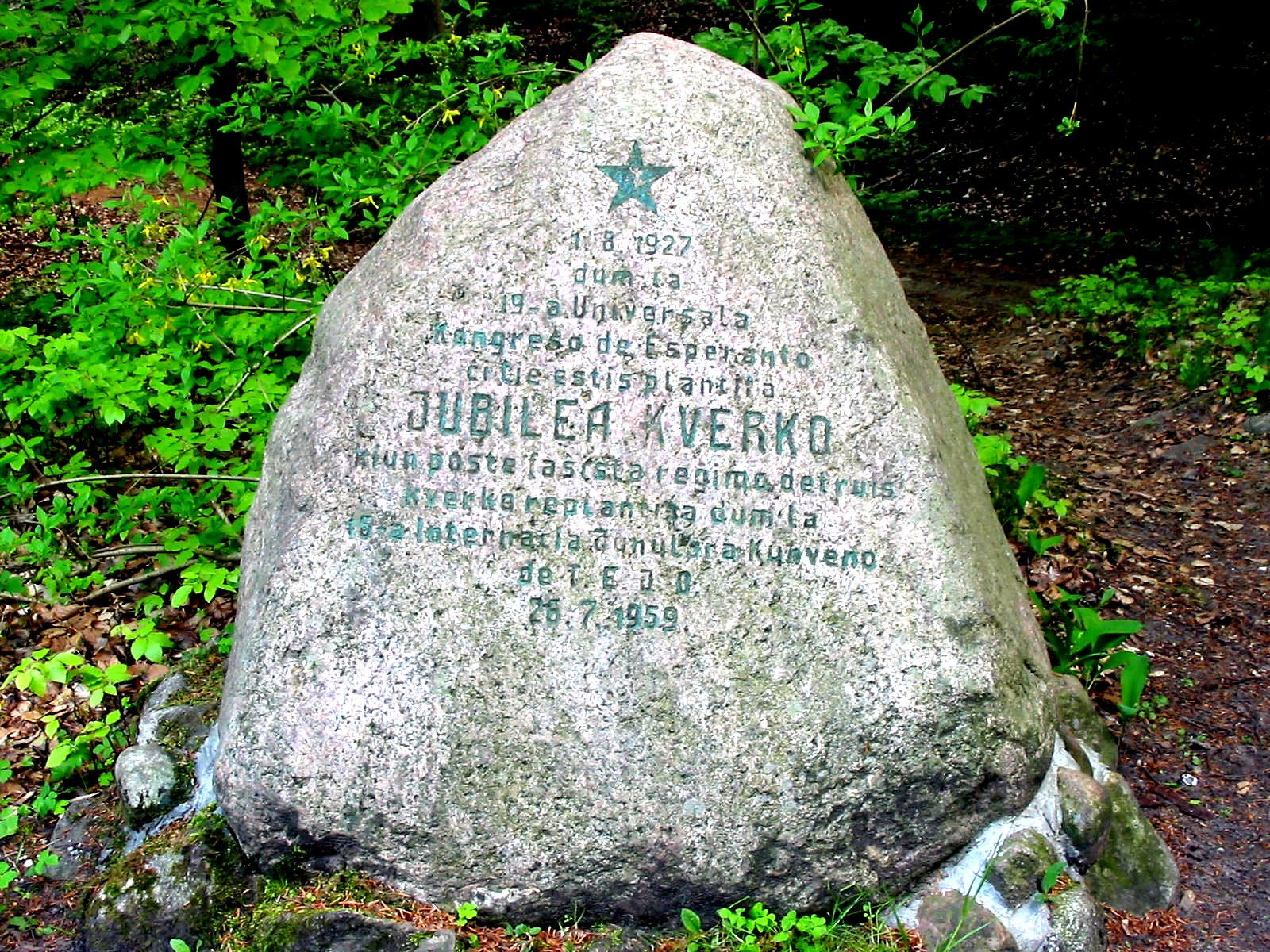
Pierre commémorative, Sopot, Pologne

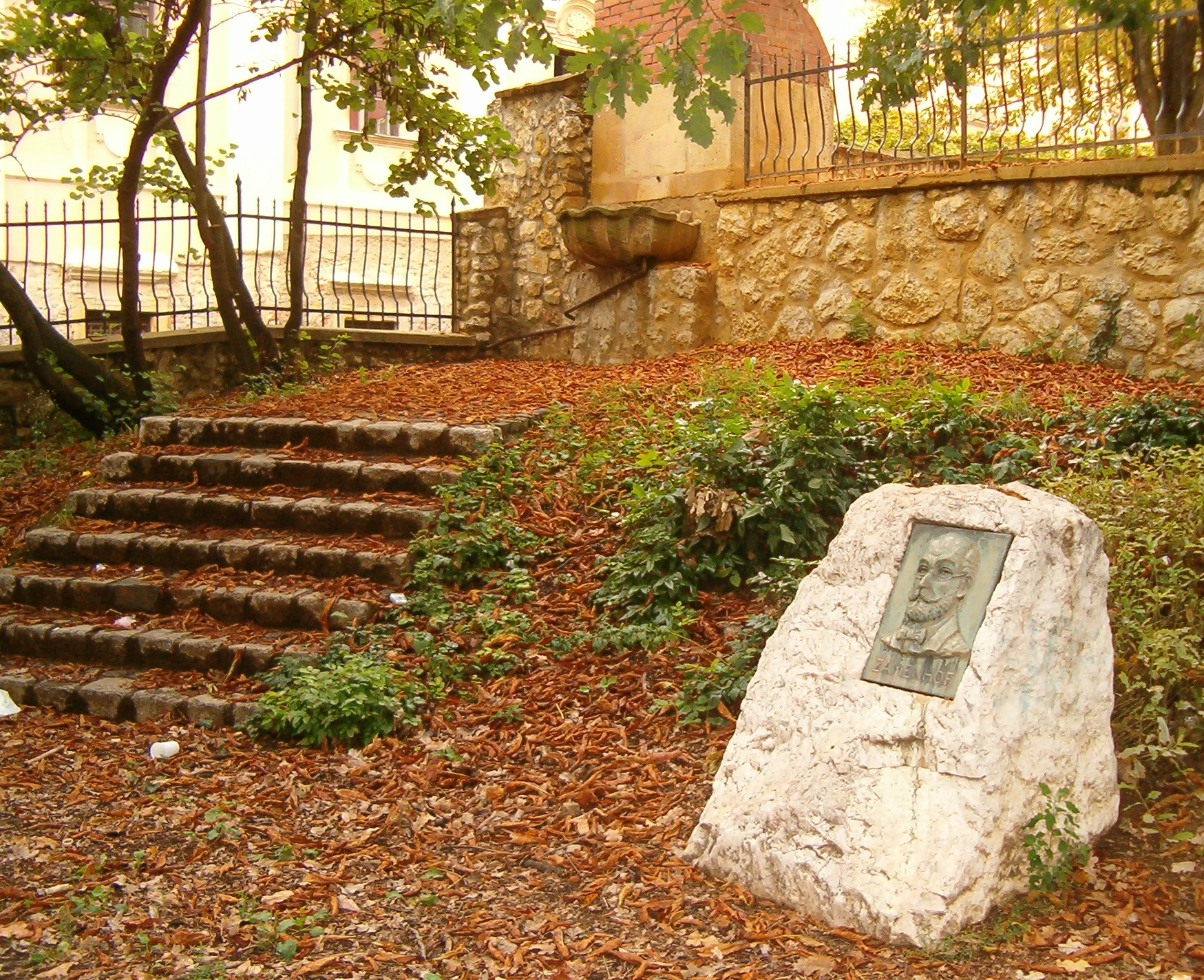
Parc de l'Espéranto en Hongrie (Eszperantó Park (Pécs)- Esperanto-parko (Pécs))

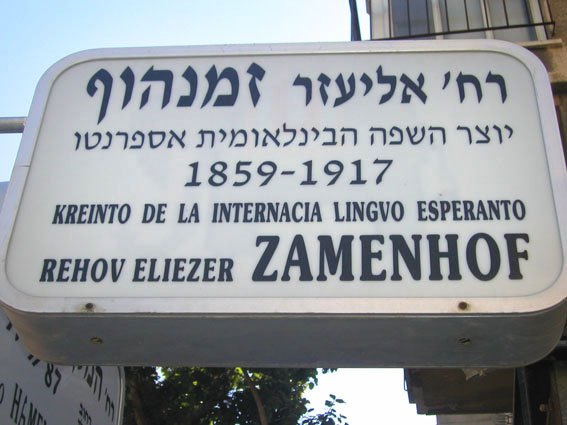
Rue Zamenhof, Tel Aviv, Israël

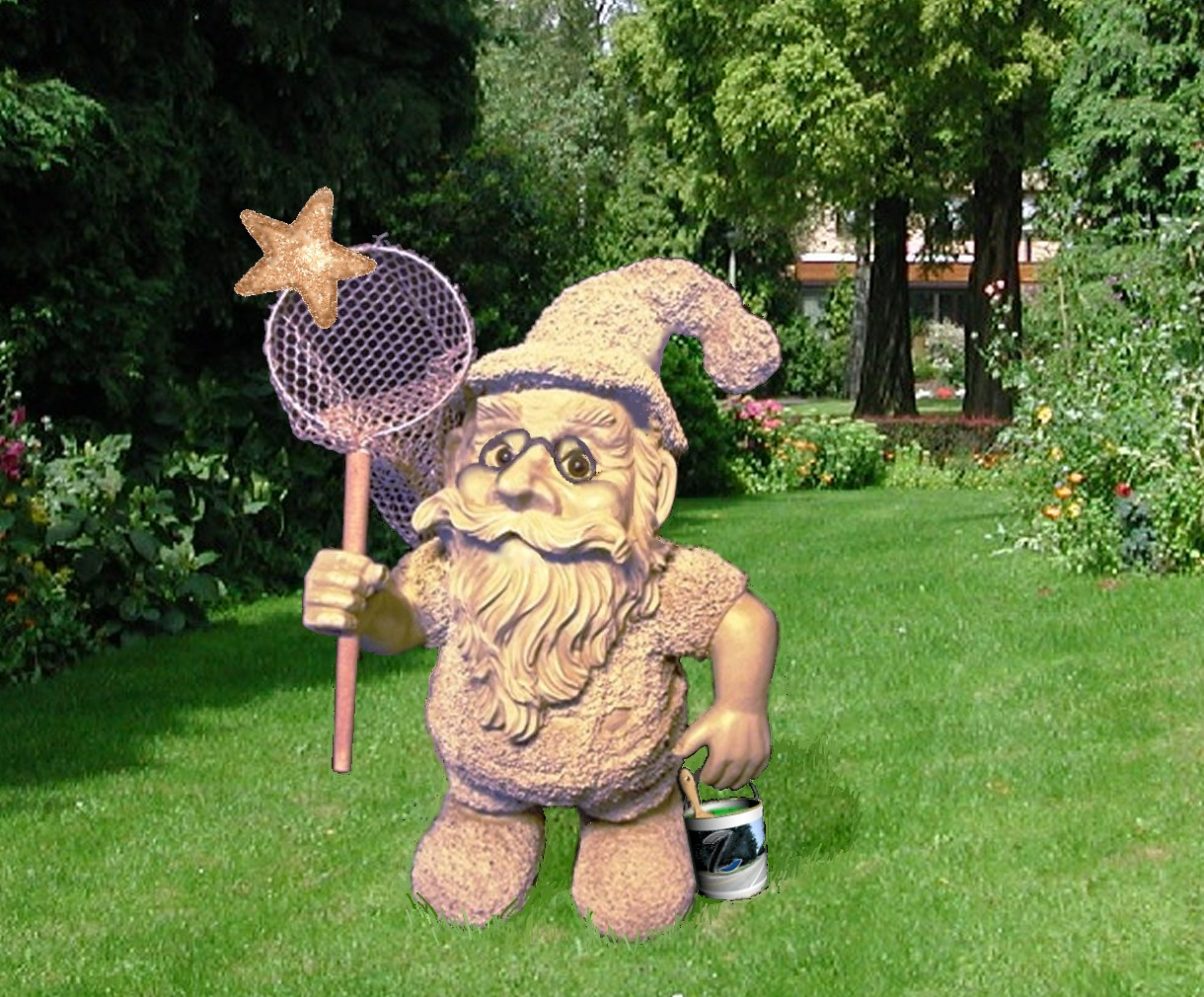
Nain de jardin, Sillingy, France

ZEO est un acronyme qui signifie Zamenhof-Esperanto-Objekto. Il s'agit de tout objet (rue, arbre, statue, etc.) baptisé avec le nom de l'espéranto ou de son initiateur Louis-Lazare Zamenhof, ou qui leur sont liés.
Le pays qui possède[Quand ?] le plus de ZEO est le Brésil suivi par la France.
La Bulgarie possède le plus grand nombre de ZEO par habitant avec 7,56 objets par million d'habitants.
Le plus ancien ZEO est le bateau espagnol Esperanto, inauguré en 1896,.
Le ZEO le plus nordique se situe à 1 250 km du pôle Nord. Il s’agit de la presqu’île de l’espéranto « Esperantoneset » dans l’île norvégienne de Spitzberg.
Les ZEO qui nous sont les plus éloignés sont les astéroïdes (1421) Esperanto et (1462) Zamenhof,.
Un genre de lichen a reçu le nom Zamenhofia, une espèce de radiolaire fossile a été nommée Aphetocyrtis zamenhofi et une espèce d'hémiptère chinois porte le nom Gergithus esperanto. Ce dernier se distingue par cinq points verts disposés en étoile, comme le symbole de l’espéranto (Expression ambigüe, le symbole de l'espéranto étant une étoile verte et non cinq points verts disposés en étoile !).